# プーシキンスカヤ駅
プーシキンスカヤ駅（プーシキンスカヤえき、ロシア語: Пушкинская станция、プシキンスカヤ・スタンツィヤ）は、ロシアのサンクトペテルブルク市アドミラルチェイスキー区（海軍省区）市外大通りにあるサンクトペテルブルク地下鉄の駅である。
駅名は、隣接するヴィチェプスク駅からプーシキン区（ツァールスコエ・セロー）方面への電車が発車することに由来している。

## 接続路線

### 鉄道
- ロシア鉄道
  - ヴィチェプスク線 - ヴィチェプスク駅
- サンクトペテルブルク地下鉄
  - 5号線 - ズヴェニゴロヅカヤ駅
    - 地下通路で繋がっているため、改札を通らずに乗換可能である。また、ズヴェニゴロヅカヤ駅の改札を入場後プーシキン駅から電車に乗車すること、あるいはその逆も可能である。

### 路面電車・トロリーバス・路線バス・乗合タクシー
- ヴィチェプスク駅（ザゴロドヌィ（市外）大通り南側）
  - プロシャチ　レニナ（レーニン広場）方面：路面電車（16系統）、トロリーバス（3・8・15・17系統）、路線バス（39э系統）、乗合タクシー（15・25・90・124・177・258・338・800・900系統）
- ヴィチェプスク駅（ザゴロドヌィ（市外）大通り北側）
  - エレクトロシラ方面：トロリーバス（3・8・15・17系統）、路線バス（39э系統）、乗合タクシー（15・25・90・177・338・800・900系統）
  - プリモスルスキー方面：乗合タクシー（124系統）
- ザゴロドヌィ（市外）大通り（ゴロホヴァヤ（豌豆）通り西側）
  - エレクトロシラ方面：トロリーバス（17系統）、乗合タクシー（187・190・209系統）
- ゴロホヴァヤ（豌豆）通り（ゴロホヴァヤ（豌豆）通り東側）
  - 海軍省方面：トロリーバス（17系統）、乗合タクシー（187・190・209系統）

## 駅構造
地上にコンコース、改札があり、地下57mに島式プラットホームがある地下駅である。
- 東行：ジェヴャトキノ方面
- 西行：ヴェテラノフ　プロスペクト（退役軍人大通り）方面

## 利用状況
乗車人員は892,078人／月、29,309人／日である。

## 歴史
- 1956年4月30日　開業。

## 隣の駅
サンクトペテルブルク地下鉄
■1号線（キーロフ・ヴイボルグ線）
工科大学 - プーシキンスカヤ - ヴラジミル